# Ас-Сухна (нохія)
Ас-Сухна (араб. ناحية السخنة) — нохія у Сирії, що входить до складу району Пальміра провінції Хомс. Адміністративний центр — м. Ас-Сухна.
| Сирія | Це незавершена стаття з географії Сирії. Ви можете допомогти проєкту, виправивши або дописавши її. |